# NGC 6337
NGC 6337 (другие обозначения — PK 349-1.1, ESO 333-PN5, AM 1718-382) — планетарная туманность в созвездии Скорпион.
Этот объект входит в число перечисленных в оригинальной редакции «Нового общего каталога».